# Вихрова, Надежда Дмитриевна
Надежда Дмитриевна Вихрова (род. 10 сентября 1948 года, Москва) — советский и российский художник-реставратор станковой масляной живописи высшей квалификационной категории, заслуженный работник культуры, ветеран труда. Член Аттестационной комиссии Минкультуры России по аттестации специалистов в области сохранения объектов культурного наследия.
Сотрудник отдела реставрации станковой масляной живописи в Всероссийском художественном научно-реставрационном центре имени академика И. Э. Грабаря с 1975 года по настоящее время.

## Биография

### Ранние годы
Родилась 10 сентября 1948 года в городе Москва. Стала третьим ребёнком в семье. Отец Вихров Дмитрий Григорьевич работал заведующим складом. Мать Вихрова Эмилия Семеновна была домохозяйкой.
С 1956 года училась в московской школе № 315 на ул. Русаковская.
В 1960 году была принята в спортивную школу Локомотив по баскетболу. Играла в составе женской юношеской команды до 1 курса института. После решила оставить спортивную секцию и сосредоточиться на учёбе в институте.
В 1969 поступила в Московский государственный педагогический институт им. Ленина на художественно-графический факультет. Специальность преподаватель рисования и черчения на французском языке.
В 1974 окончила институт, защитив дипломную работу «Врубель и Римский-Корсаков. Живопись и музыка». По распределению год проработала в московской школе учителем рисования и черчения.

### Карьера
В конце 1975 года поступала на работу в Всероссийский художественный научно-реставрационный центр имени академика И. Э. Грабаря, попав в коллектив выдающихся реставраторов своего времени. В мастерской реставрации масляной живописи работали М. Х. Бутаков, И. М. Тихомирова, Н. А. Маренникова, И. А. Тарасов, П. И. Баранов, В. Н. Карасева, С. И. Глобачева, О. П. Постернак, Ф. И. Левин, М. А. Никогосян и др.
В 1995 году аттестована на реставратора высшей категории по станковой масляной живописи комиссией Минкультуры России.
С 2013 года Член Аттестационной комиссии Минкультуры России по аттестации специалистов в области сохранения объектов культурного наследия.
По настоящее время работает в мастерской реставрации масляной живописи под руководством Н. С. Кошкиной. Непрерывный трудовой стаж более 45 лет.
С 2020 сооснователь художественной галереи Александра Попова «Artinvia».

## Профессиональная деятельность
С начала своей профессиональной деятельности отреставрировала свыше 300 картин XVI—XX веков. Реставрировала двусторонние картины и церковные хоругви. Картины западноевропейской, русской и советских школ, в разных техниках, на разных основаниях, от миниатюр до большемерных полотен.
Проводила сложную операцию в реставрации — «перевод» картин на новое основание большого размера. Проводила консервационно-реставрационные работы с максимальным сохранением оригинальной структуры памятника.
За плодотворную работу и заслуги в области сохранения художественного наследия награждена Почетной грамотой Министерства культуры Российской Федерации и Медалью Всероссийского Выставочного центра «Лауреат ВВЦ».
Регулярно проводит стажировки для художников-реставраторов, работающих в крупнейших государственных музеях Российской Федерации.
Награждена почётным званием «Ветеран труда» за добросовестный многолетний труд.
Награждена почётным званием «Заслуженный работник культуры Российской Федерации».

### Докладчик научных конференций
- Всесоюзная научная конференция музейных работников. Методологические проблемы охраны и реставрации музейных ценностей в СССР.
- 2002 год — Международная конференция «V Грабаревские чтения». Доклад «Исследование и реставрация детского портрета „Иоанн Антонович-император“ работы неизвестного художника».
- 2008 год — Международная конференция «VII Грабаревские чтения». Доклад «Особенности реставрации картин с обожженной поверхностью».
- 2008 год — XIII научная конференция «Экспертиза и атрибуция произведения изобразительного и декоративно-прикладного искусства». Доклад «Исследование и реставрация картины Франческо Морандини».
- 2011 год — Международный форум «Сохранение культурного наследия». Доклад «Роль исследований в реставрации».
- 2017 год — Международная научная конференция «Реставрация и атрибуция наследия семьи Рерихов». Доклад «Исследование и реставрация картины Рериха С. Н. „Портрет Рериха Н. К.“».
- 2018 год — Международная конференция «IX Грабаревские чтения». Доклад «Перевод масляной живописи в реставрационной практике ВХНРЦ им. академика И. Э. Грабаря. Проблемы и результаты на примере реставрации картин Д. Фоссати из Нижегородского государственного художественного музея».

### Участие в выставках
- 1979 по 1988 год — Ежегодная реставрационная выставка Всероссийского художественного научно-реставрационного центра имени академика И. Э. Грабаря организованных совместно с Министерством культуры РСФСР и Академией художеств СССР.
- 1979 и 1980 год — Выставка «Новые открытия советских реставраторов».
- Выставки, организованные заслуженным работником культуры С. В. Ямщиковым.
- 1981 год — Выставка «Ярославские портрет VIII—XIX вв.».
- 1982 год — «Выставка творческих работ художников-реставраторов ВХНРЦ им. академика И. Э. Грабаря». Выставочный зал Всероссийского общества охраны памятников и культуры.
- VIII, IX выставки произведений искусства отреставрированных произведений ВХНРЦ им. академика И. Э. Грабаря.
- С 1991 по 1996 — I, II III, IV, V выставки. Триеннале «Реставрация музейных ценностей России».
- 2008 год — Юбилейная выставка, посвященная 90-летию ВХНРЦ им. академика И. Э. Грабаря.
- 2010 год — Выставка фотографий. Выставочный зал ВХНРЦ им. академика И. Э. Грабаря
- 2013 год — Юбилейная выставка, посвященная 95-летию ВХНРЦ им. академика И. Э. Грабаря.
- 2015 год — Выставка. «Реставраторы-художники».
- 2018 год — Юбилейная выставка, посвященная 100-летию ВХНРЦ им. академика И. Э. Грабаря.
- 2018 год — Выставка «Сокровища музеев России». Центральный выставочный зал «Манеж».

### В составе совета реставраторов
- Всероссийский художественный научно-реставрационный центр имени академика И. Э. Грабаря.
- Государственный Научно-Исследовательский Институт Реставрации.
- Межобластное Научно-реставрационное Художественное Управление.
- Государственный музей Востока.
- Государственный музей-усадьба «Архангельское».
- Российская Академия Живописи Ваяния и Зодчества Ильи Глазунова.
- Московское академическое художественное училище.

### Руководитель учебной практики
- 2002 год — Студенты Московского академического художественного училища.
- 2005—2006 год. Студенты Российской академии живописи, ваяния и зодчества Ильи Глазунова.
- 2009—2010 год. Студенты Московской государственной художественно-промышленной академии имени С. Г. Строганова.

## Личная жизнь
Муж — Попов Александр Борисович (в браке с 1984 года). Советский и российский художник. Член Московского Союза художников.
Сын — Попов Федор Александрович (1987)